# Zwergpanzerwels
Der Zwergpanzerwels (Gastrodermus pygmaeus, Synonym: Corydoras pygmaeus) ist ein Süßwasserfisch aus der Familie der Panzer- und Schwielenwels. Sein Verbreitungsgebiet sind tropische Flüsse Südamerikas im Rio-Madeira-Becken. Im Gegensatz zu anderen Panzerwelsen bleibt der Zwergpanzerwels nicht am Boden des Gewässers, sondern durchzieht oftmals auch das freie Gewässer. Der Zwergpanzerwels ist ein akzessorische Darmatmer, er kann bei Bedarf zusätzlich (akzessorisch) Luft von der Wasseroberfläche zur Atmung nutzen.

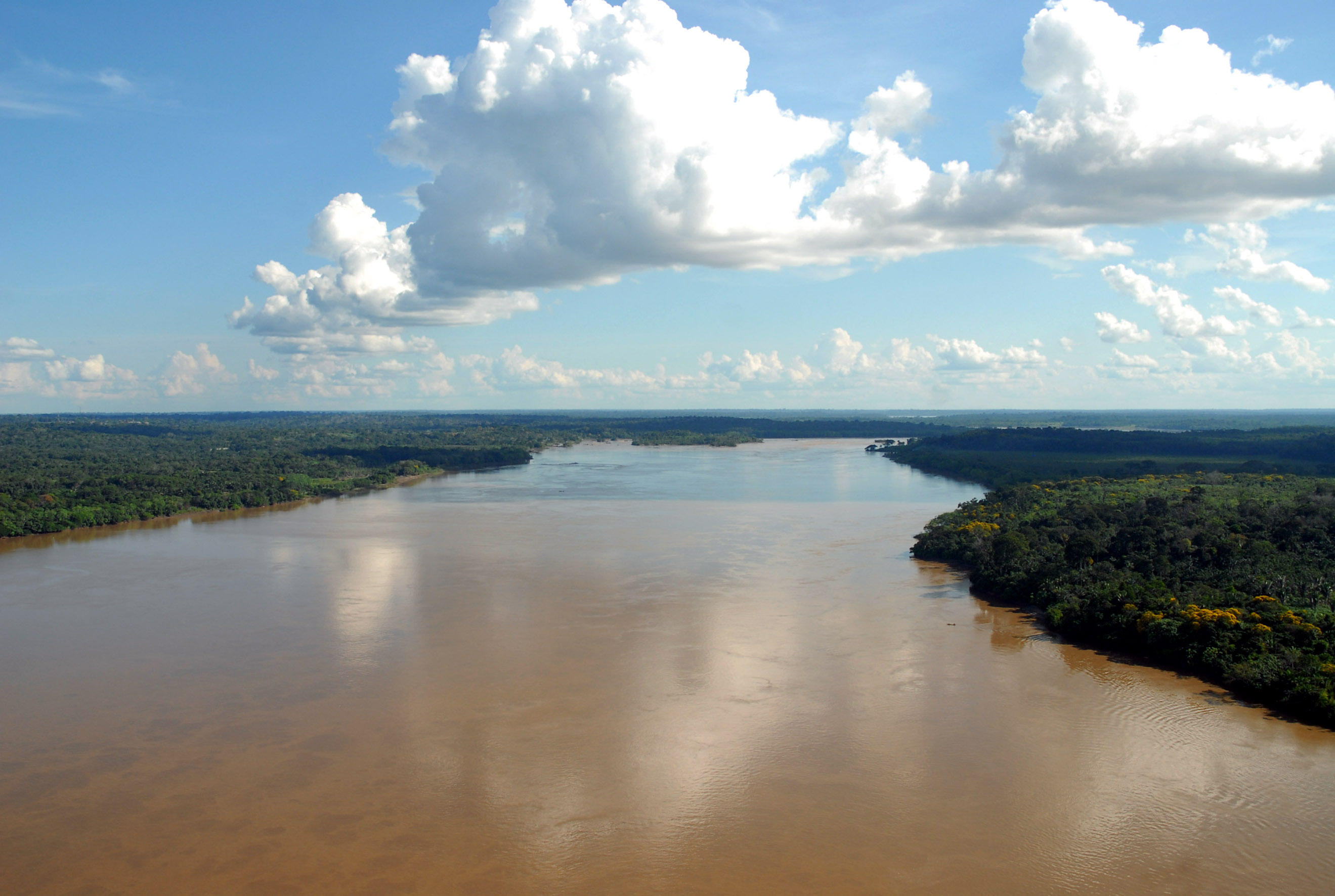
Der Rio Madeira in Brasilien

## Merkmale
Zwergpanzerwelse sind sehr kleine, gestreckte Panzerwelse mit kurzer Schnauze. Das längste von 51 Exemplaren die von Nijssen und Isbrücker 1986 in Peru und Ecuador untersucht wurden, hatte eine Standardlänge von 21,5 mm. Der Paratypus der Art, ein Weibchen aus Brasilien hat eine Standardlänge von 23,7 mm. Entlang den Seiten, wo sich die beiden Knochenplattenreihen berühren, verläuft ein deutlicher, dunkler Streifen bis zur Mitte der Strahlen der Schwanzflosse (Caudale). An der Schwanzflosse verbreitert sich der Streifen zu einem pfeilförmigen Fleck der zum Körperende hin spitz ausläuft. An jeder Seite des dunklen Streifens verläuft ein schmaler, unpigmentierter Bereich. An der Schwanzflosse ist der Bereich, im Kontrast zur ansonsten bräunlich pigmentierten Schwanzflosse, weiß. Vom vorderen Rand des Auges bis zur Schnauzenspitze erstreckt sich eine dunkelbraune, am Bauch zwischen Basis der Bauchflosse (Ventrale) und der Afterflosse (Anale) eine schwärzliche Linie. Die Knochenplatten der oberen, zum Rücken gelegenen Reihe haben abwechselnd einen mittelbraunen und einen braunen Rand. Der Holotypus, ein Männchen von 10 mm SL hat 23/21 Knochenplatten und wie der Paratypus 7 verzweigte Flossenstrahlen in der Brustflosse (Pectorale).

## Aquaristik
Als eine der kleinsten Panzerwelsarten kann man Gastrodermus pygmaeus schon in Becken ab 60 cm Kantenlänge halten. Der Bodengrund sollte feiner Sand sein, in dem die Fische gründeln können und an dem sie ihre Barteln nicht verletzen. Die Bepflanzung sollte dicht sein, jedoch genügend Schwimmraum für die Welse bieten. Die Fische sind in Gruppen von mindestens 10 Tieren zu halten. Zwergpanzerwelse werden bis zu acht Jahre alt.

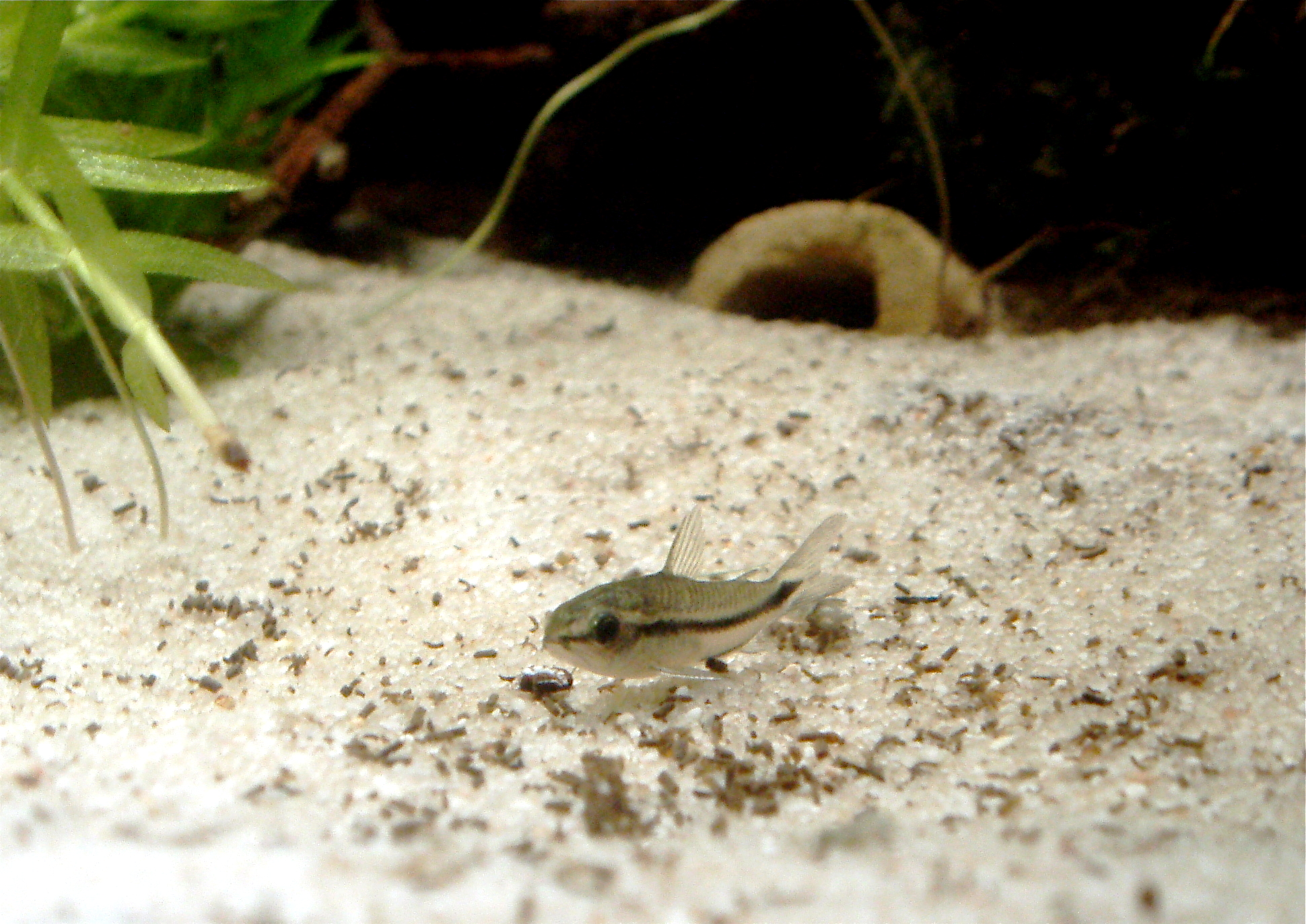
Gastrodermus pygmaeus

Die Fütterung der Zwergpanzerwelse sollte abwechslungsreich und vorwiegend karnivor sein. Gut eignet sich sehr feines Frostfutter wie Cyclops oder feines Lebendfutter.